# 先施

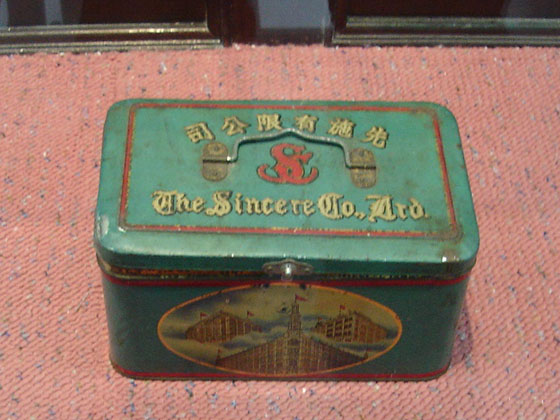
先施公司的铁盒，藏于中山商业文化博物馆

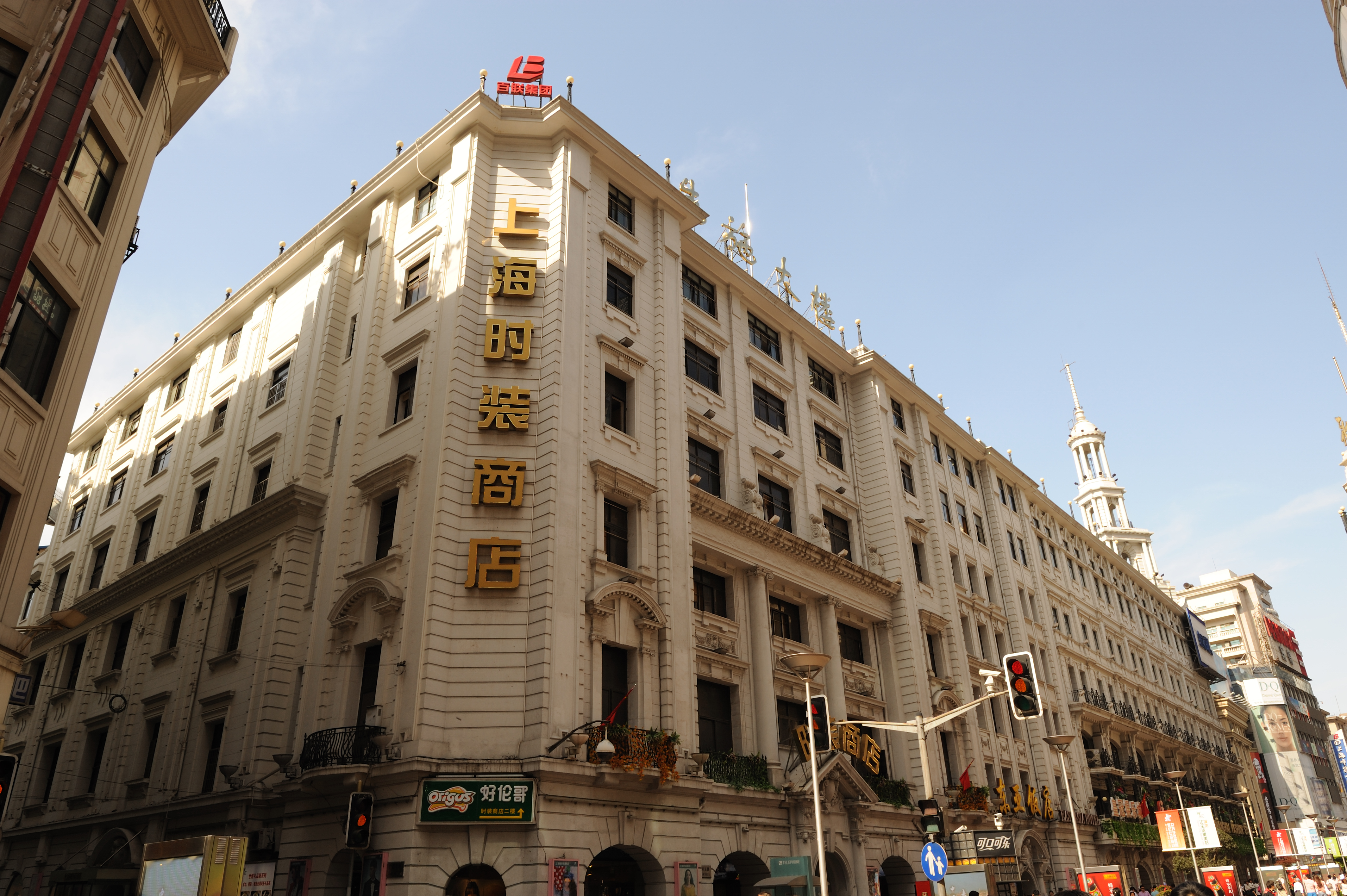
先施大楼，上海南京东路

先施有限公司，簡稱先施（英語：The Sincere Company Limited，港交所：0244）是香港第一間華資百貨公司，於1900年1月8日由在澳洲雪梨達令港开香蕉批發店致富的香山（今广东中山）籍华侨馬應彪創辦，是香港早年規模最大的百貨公司，亦為香港零售業創下多項創舉。其以大衛瓊斯百貨為模板。先施的中文名字取自四書《中庸》篇「先施以誠」（原文：“經營之道，必先以誠施於人，而取信於人”），而其英文名字正是「真誠」的英譯。
2021年，馬家正式退場，新控股股東林晓辉上任主席。

## 歷史

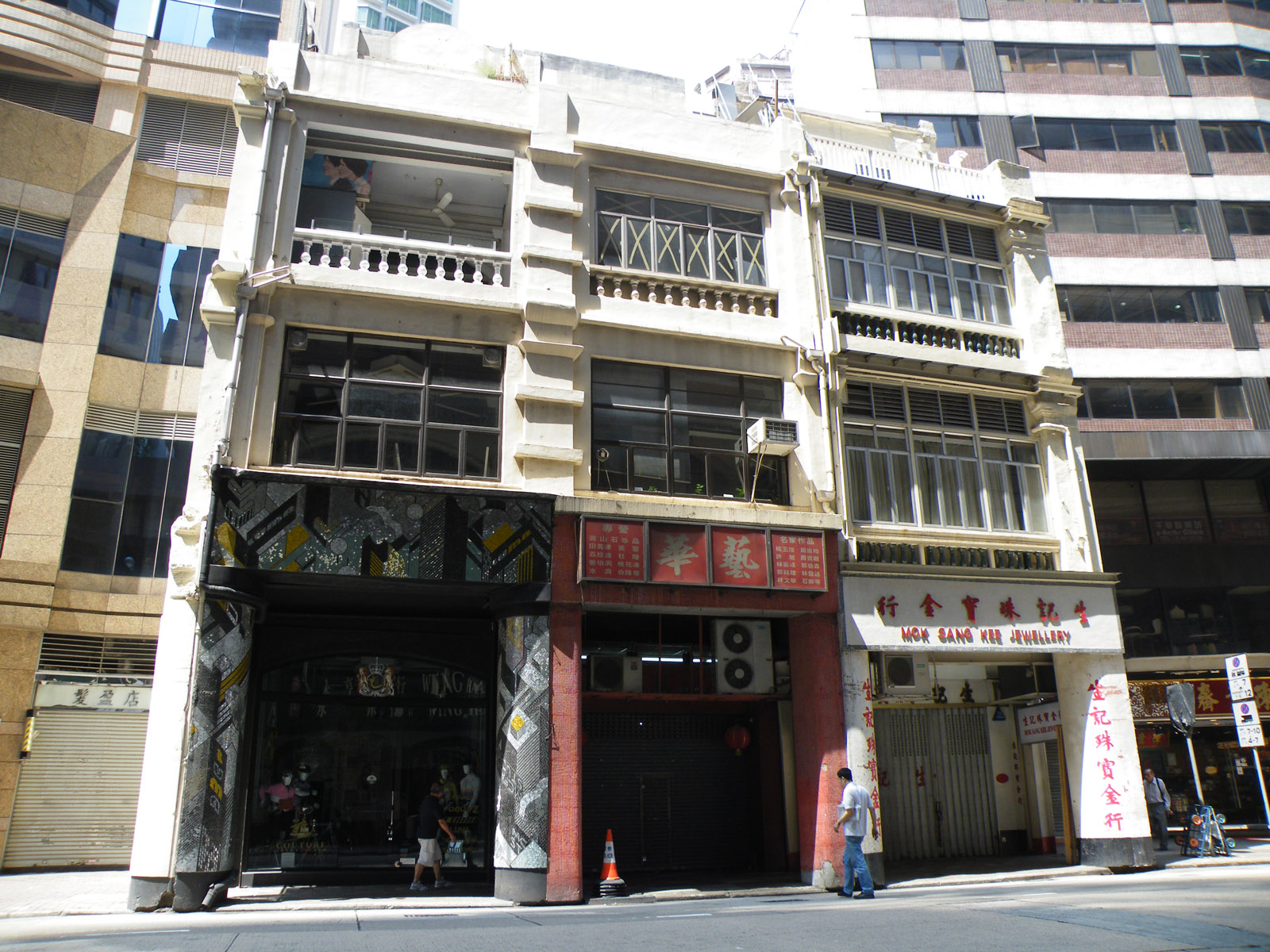
香港皇后大道中172號 (左一) 是香港先施首個店址，在1900年1月8日開業

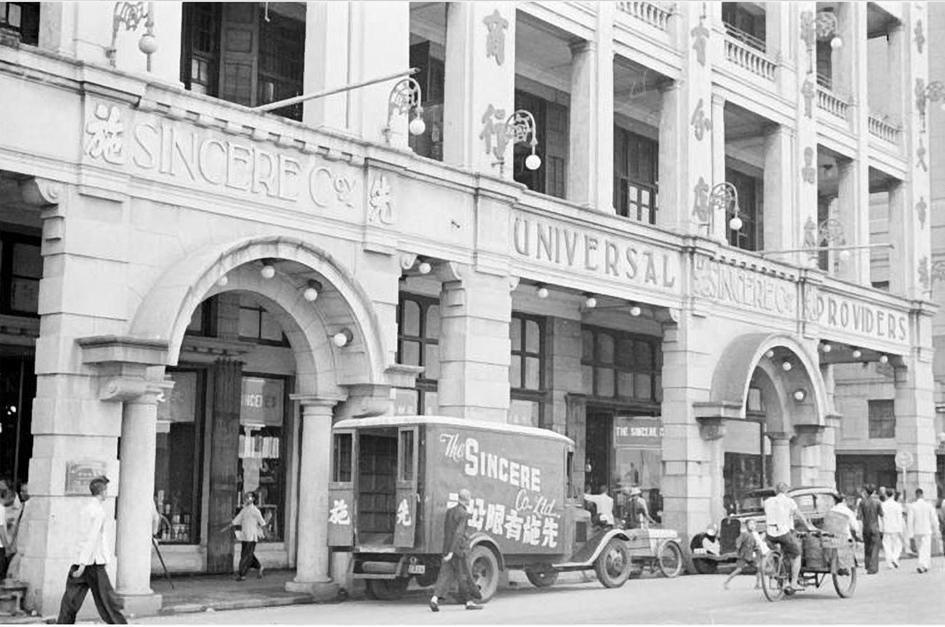
1941年中環的一間先施店

首間先施百貨開設於中環皇后大道中172號。當年先施公司、永安公司、新新公司（香港版本為中華百貨公司）與大新公司合稱後四大公司，全部都是香山同鄉人創立。
香港上市公司「先施有限公司」的主要股東曾是先施人壽有限公司及先施保險置業有限公司，兩者皆創立於1914年。
1917年，香港總店也遷往上環德輔道中173至179号，当时是一栋6层大楼，頂樓是先施樂園，是香港第一棟有升降機的大樓。1973年改建为27层大楼，而總部則於1995年3月13日遷往銅鑼灣禮頓道77號禮頓中心，現時遷往中環怡和大廈。
先施是香港首間推行貨品不二價及向顧客發出收據的零售商，先施亦是首間以女售貨員提供服務的機構（第一位是馬應彪的妻子霍慶棠）。 先施更是中國首間成立和製造自家品牌的汽水和化妝品及其工廠，當上海和廣州分店開業後，繼續興建工廠，為求每個地方的自家商品都各有特色。後來也是中國首間設有櫥窗陳列貨品。此外，當年是逢星期日休息，以宣講基督教義。1917年起，先施在今日香港交易所的前身，四會合併前的香港證券交易所上市。然後，先施曾經與永安公司的禮券可以通用，更在香港島分店舉辦瘋狂大減價，以慶祝地下鐵路港島綫（今港鐵港島綫）延伸至上環。
前先施少東馬文輝曾活躍於英屬香港政界，於1963年創立香港民主自治黨，乃香港本土派之先聲。

### 上海分公司
1949年中共建政後，上海先施公司大樓被充公，由上海時裝公司、黃浦區文化館、東亞飯店等使用，百貨店消失。現為「上海時裝商店」。

### 廣州分公司

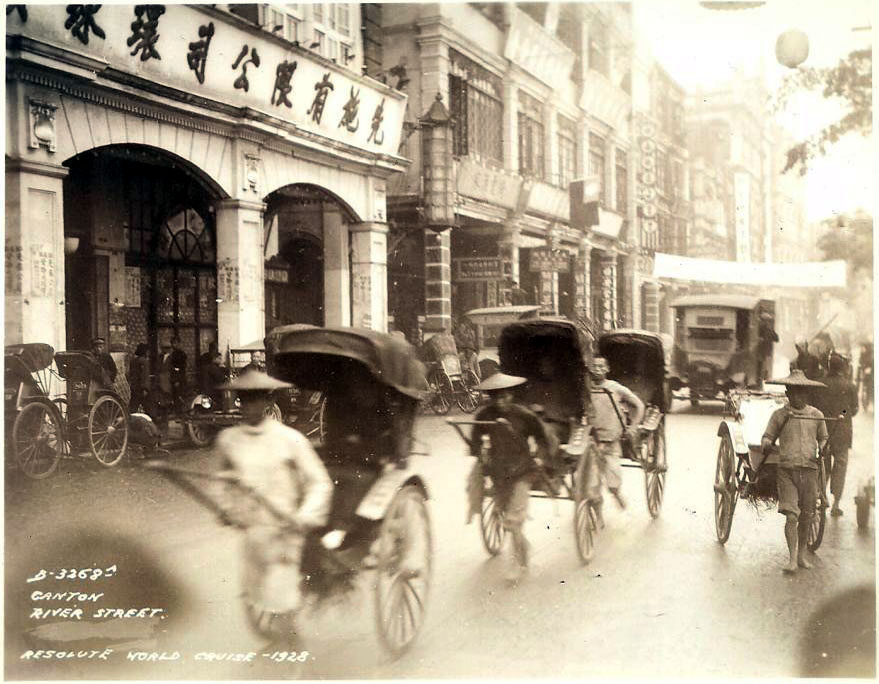
廣州長堤大馬路的先施有限公司

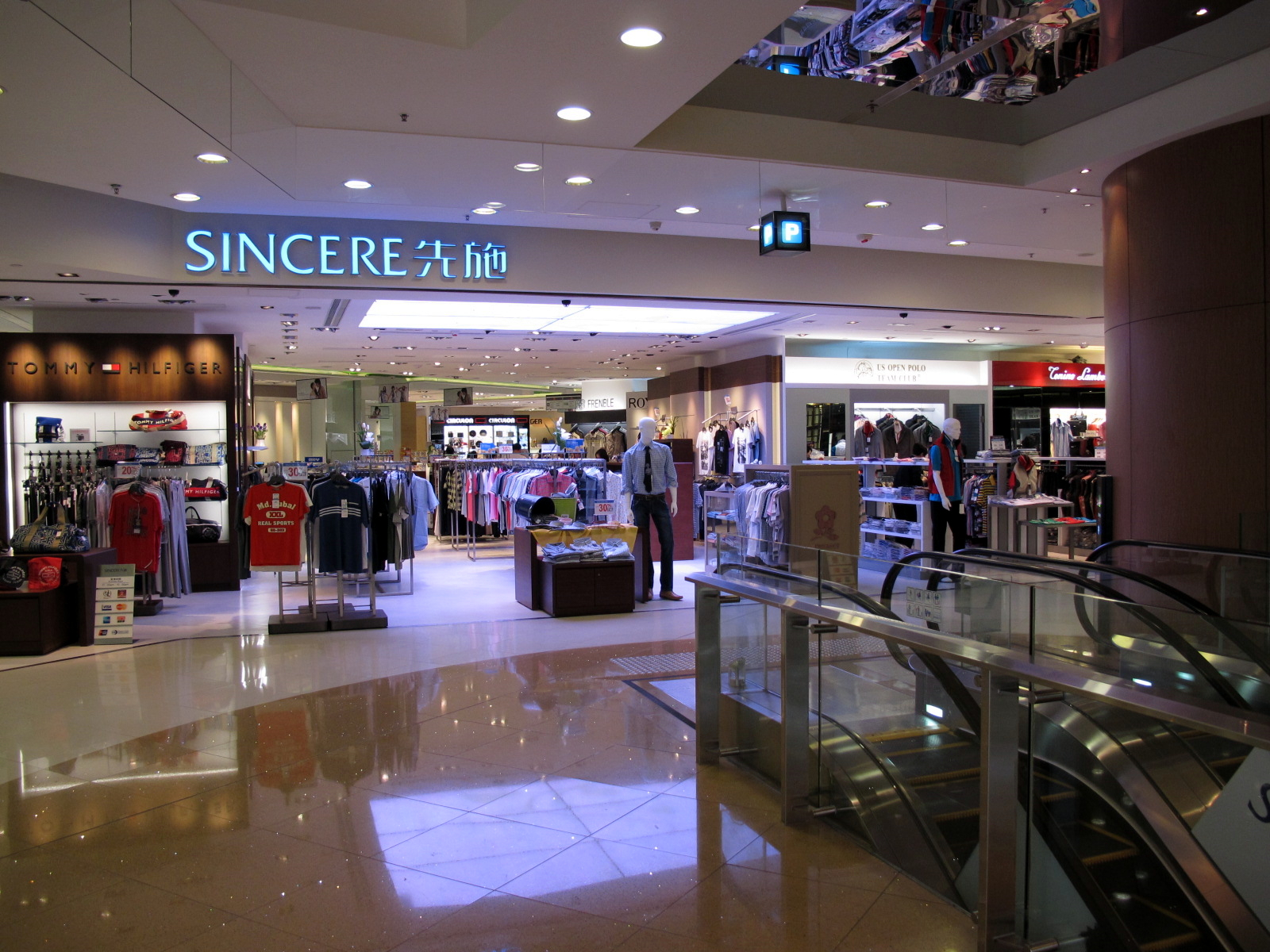
香港荃灣荃新天地2期分店

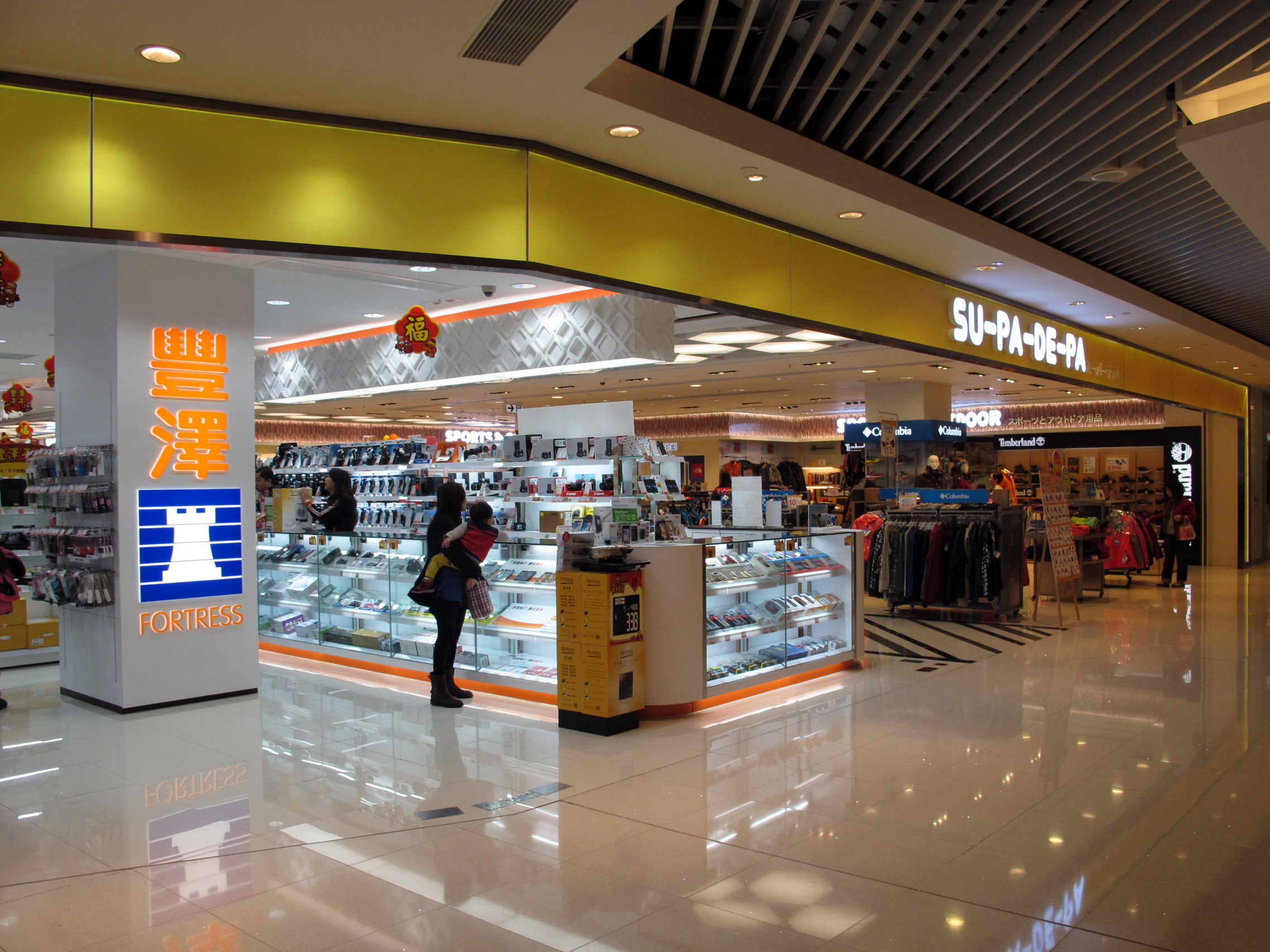
位於香港油塘大本型的「SU-PA-DE-PA」百貨

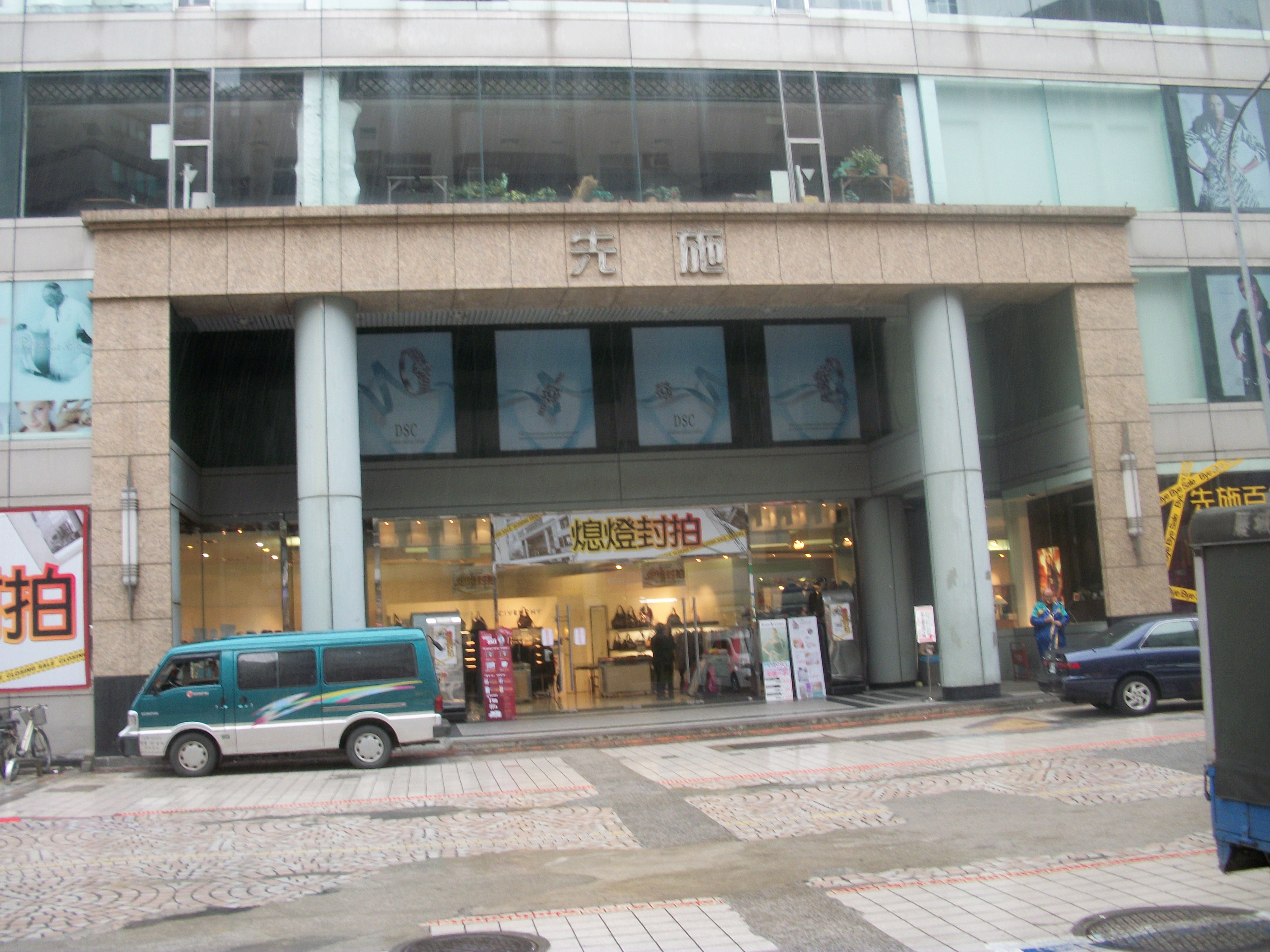
先施台北店

1912年，樓高五層的先施公司廣州分公司在長堤大馬路318號開幕，耗資港幣一百萬元，當時為廣州最大的百貨公司。公司在左側還附設東亞大酒店，後來擴展業務，開設化妝品廠、汽水廠、餅乾廠、皮鞋廠、玻璃廠、鐵器廠、人壽保險公司、信託銀行等企業。及後再在惠愛中路（今中山五路）增設先施公司惠愛商店，還在十八甫增設分號。
先施除經營百貨外，還在附樓的五樓天台設有花園遊樂場。當年廣州高樓極少，加上公司安裝新電梯，吸引市民乘電梯上天台消遣。花園遊樂埸設有多項文娛節目，如放電影、粵劇演唱、雜技、魔術。
抗戰勝利後，香港總公司派出副司理羅大堯回廣州，召集原公司留穗部分員工，準備接收事宜。但霸佔者拒絕交還業權，經反覆交涉後終於在1946年元月奪回業權。香港總公司對恢復先施廣州分公司之營業有不同意見，幾經考量後決定先行恢復東亞大酒店的業務。由於當時廣州旅遊業供不應求，所以復業第一日就客滿。到1948年3月，先施廣州分公司才正式恢復營業，但規模已大為縮小，業績大不如前，直到1949年中共取得廣州政權後結業，樓宇被充公。
1950年代中期，廣州市婦女兒童用品公司在先施公司原址開業，不久後遷往西關下九路，此地成為廣州市二商局辨公樓及倉庫。1976年6月，先施原址發生大火，整座大樓焚毀倒塌，24人遇難，有六十多年歷史的先施廣州分公司五層大廈消失。
現在先施舊址後還存有「先施二街」此地名，两幢先施的附樓仍然位於此。兩幢附樓均高六層，在五、六樓之間，有一座天橋將兩幢樓相連。附樓當年為豪华酒店和高級員工公寓，如今已成为公租房、出租屋、倉庫和小旅馆的混合體。在6樓的天台，有幾座大型的金字頂禮堂式建築及一棟三層高的樓中樓，這是當年花園遊樂場的所在地。
當局在先施原址興建了一棟20多層的樓宇，1984年9月28日，「華夏百貨公司」開業，6層商場營業面積達6,000平方米，是廣州改革開放後首家百貨商場，也是全市首家開設自動扶手電梯的大型商場，1996年在荔灣路開設了華夏康隆分店，但在2002年10月因經營不善結業。至於相連的東亞大酒店，在文化大革命期間被當局改名為「紅烽旅店」，後復名。2003年3月26日，已有90年歷史的東亞大酒店，被當局以1元錢的價格被整體賣予「社會投資者」。

### 台灣分公司
先施台灣分店「先施百貨股份有限公司」位於台北市松山區慶城街1號、台北捷運文湖線南京復興站旁，2010年結束營業、改為慶城街1號商場。

## 現況
由於香港零售業的轉變，部份先施百貨分店先後結業，包括2000年九龍城廣場分店及2001年銅鑼灣利舞台廣場分店。2003年8月，旺角亞皆老街分店則被中國大陸電器店國美電器（國美零售）代替。2011年旺角新世紀廣場分店結業。2012年，先施與屈臣氏合作，在油塘大本型商場開設「SU-PA-DE-PA」，結合百貨公司和超市。
2013年，屹立中環逾百年的旗艦店，因南豐集團收回物業而結業。同年在中環李寶椿大廈、旺角瓊華中心和銅鑼灣波斯富街開設三間分店，其中旺角瓊華中心的分店樓高4層，佔地逾31000方呎。而先施進行形象改革，將英文大寫，轉用紅白配搭的細寫英文字「sincere」，並更換員工制服，希望可適合年輕一代購物。當時先施在香港有5間分店，由創辦人馬應彪的後人經營，執行主席兼行政總裁為馬景煊。
2020年5月15日，中國民營企業偉祿集團向先施以每股0.3806元提出全購，代價為5億元。
2021年7月5日，偉祿集團正式完成對先施的全面收購。
2022年，先施百貨位於荃新天地的分店結業。
2022年，先施百貨內地首家購物中心「先施購物中心」在深圳開業。

## 其他業務
除百貨業務外，先施亦在香港及中國大陸經營家居傢俬業務「Sincere Living」、360全面體廣告公司、Uniglobe旅遊公司等等。先施亦曾在奧海城二期開設22nd avenue時裝店。

## 分店

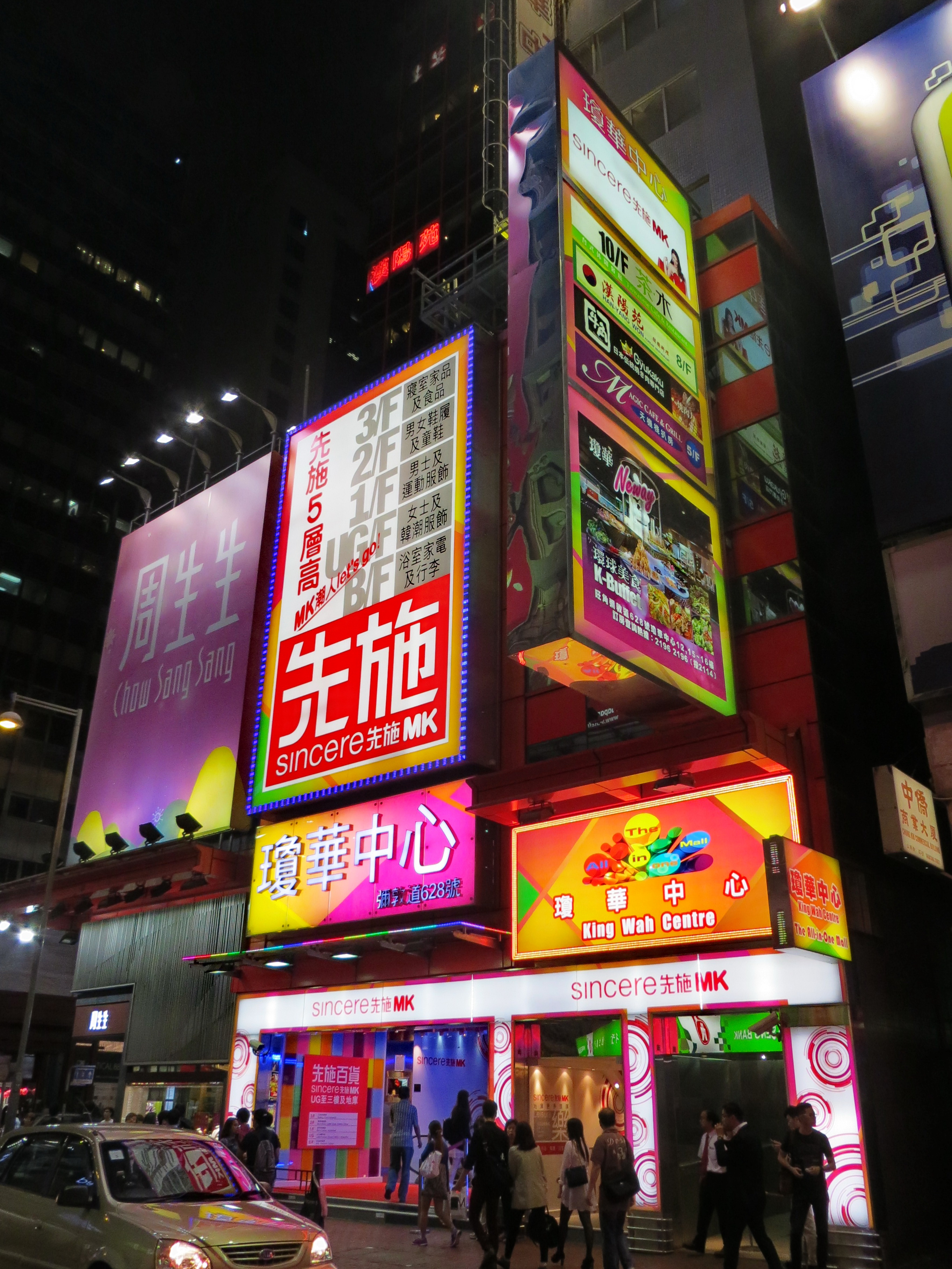
先施百貨旺角瓊華中心分店，前方道路為山東街

- 深水埗西九龍中心 （1994-，迄今最大最老店）
- 旺角瓊華中心 （2011-）
- 上環李寶樁大廈 （2013-）
- 深圳龍華區偉祿雅苑裙樓 (2022-)

### 結業分店
- 旺角新世紀廣場 （1997-2011）
- 上環南豐大廈 （旗艦店，2013停業）
- 九龍城九龍城廣場
- 銅鑼灣利舞台廣場
- 旺角先達廣場及宏安大廈
- 銅鑼灣波斯富街 （2018停業）
- 台灣京華城一樓專櫃「先施名品」
- 油塘大本型 （SU-PA-DE-PA，與屈臣氏集團合資，2021停業）
- 荃灣荃新天地2期 （2010-2022）

## 延伸閱讀
- . 香港: 香港先施公司. 1924年. （原始内容存档于2012-04-06） （中文）.

## 外部連結
- 先施 （页面存档备份，存于）
- 先施網店

（页面存档备份，存于）